# Louise Peyron-Carlberg
Ej att förväxla med Louise Ankarcrona f Peyron (1918–1989), se Louise Peyron
Louise Peyron-Carlberg, senast folkbokförd Louise Kathinka Hatz, ogift Peyron, född 4 februari 1911 i Hedvig Eleonora församling, Stockholm, död 29 maj 1978 i samma församling, var en svensk målare, tecknare och grafiker.
Efter studentexamen i Stockholm 1930 studerade hon vid Otte Skölds målarskola och på Konstakademien i Stockholm. Hon finns representerad på Moderna museet. Hon fick Konstakademiens arbetsstipendium 1972.
Hon var dotter till Henry Peyron och Louise, ogift Reuterskiöld, samt syster till militärerna Lennart Peyron och Gustaf Peyron. Peyron-Carlberg gifte sig första gången 1933 med kapten Christer Carlberg (1909–1944)  och andra gången 1973  med konstnären Felix Hatz (1904–1999).
Louise Peyron-Carlberg är begravd på Stockholms norra begravningsplats med maken Felix Hatz.